# Lutz Wahl
Pour les articles homonymes, voir Wahl.
Lutz Wahl (2 novembre 1869 - 30 décembre 1928) est un major général (Général de division) de l'armée de terre américaine (US Army) qui a occupé le poste d'adjudant-général de l'armée américaine de 1927 à 1928.

## Biographie
Lutz Wahl est né à Milwaukee, dans le Wisconsin, le 2 novembre 1869. Il est diplômé de l'Académie militaire des États-Unis en 1891. Il sert dans le 5e régiment d'infanterie (5th Infantry) en Louisiane et en Géorgie, puis est nommé professeur de sciences militaires à l'université d'État de Louisiane (Louisiana State University).
Pendant la guerre hispano-américaine, il sert dans le 21e régiment d'infanterie (21st Infantry), puis est chargé de mobiliser et d'entraîner les unités de volontaires du Mississippi.
Après avoir été affecté au 15e régiment d'infanterie (15th Infantry) à Plattsburgh, dans l'État de New York, Wahl sert aux Philippines de 1899 à 1901. Affecté pendant la guerre américano-philippine, Wahl participe à la crête de la Guadeloupe et à d'autres batailles. Il effectue des missions de recrutement dans le Colorado et en Louisiane, puis a servi dans le 21e régiment d'infanterie (21st Infantry) dans le Montana.
Il sert à nouveau aux Philippines à partir de 1906, au Colorado en 1909 et aux Philippines en 1911. Il est affecté à Fort Monroe, en Virginie, puis à Madison Barracks, dans l'État de New York. Il est diplômé de l'École de guerre de l'armée américaine (United States Army War College) en 1916 et sert à Eagle Pass, au Texas, pendant et après l'expédition Pancho Villa.
Wahl est instructeur à l'École de guerre jusqu'à l'entrée des États-Unis dans la Première Guerre mondiale en avril 1917, date à laquelle il prend le commandement du 58e régiment d'infanterie (58th Infantry), qu'il dirige pendant la mobilisation et l'entraînement à Gettysburg, en Pennsylvanie, et à Camp Greene, en Caroline du Nord. Il dirige ensuite les opérations de l'état-major général de l'armée, après quoi il commande la 14e brigade d'infanterie (14th Infantry Brigade) et est promu brigadier-général (général de brigade) à titre temporaire. Il dirige la brigade, qui fait partie de la 7e division, depuis l'entraînement au Texas jusqu'à l'embarquement au camp Merritt, dans le New Jersey, pour combattre sur le front occidental, arrivant à temps pour l'offensive finale avant l'armistice du 11 novembre 1918, qui met fin aux hostilités. Il reçoit la Army Distinguished Service Medal (médaille du service distingué de l'armée) pour son service pendant la guerre, avec la citation suivante :
Le président des États-Unis d'Amérique, autorisé par la loi du Congrès du 9 juillet 1918, a le plaisir de remettre la médaille du service distingué de l'armée au brigadier général Lutz Wahl, de l'armée des États-Unis, pour les services exceptionnellement méritoires et distingués qu'il a rendus au gouvernement des États-Unis, dans le cadre d'une fonction de grande responsabilité pendant la Première Guerre mondiale. En tant que chef de la section des opérations de l'état-major général du ministère de la Guerre, du 4 février 1918 au 12 mai 1918, il a fait preuve d'une grande compétence professionnelle, en lançant et en développant de nombreuses idées précieuses dans l'organisation de la section des opérations. En tant que brigadier général commandant la 14e brigade d'infanterie de la 7e division, du 19 mai 1918 au 3 novembre 1919, il fait à nouveau preuve de talents inhabituels en matière d'organisation, de direction et de jugement tactique, tant pendant la période d'organisation et d'entraînement de sa brigade que lors des opérations de combat en France.
Après la guerre, Wahl reste en France pour des missions d'occupation. En septembre 1919, il prend le commandement de la 7e division à Camp Funston. Il siège ensuite au conseil chargé d'évaluer les réclamations des civils contre l'armée pour les biens perdus et endommagés pendant la guerre, et retrouve son grade permanent de colonel.
Diplômé de l'United States Army Command and General Staff College en 1921, il est ensuite nommé assistant de l'adjudant-général de l'armée et est promu général de brigade à titre permanent.
De 1927 à sa mort, Wahl occupe le poste d'adjudant-général et est promu brigadier-général (général de brigade) jusqu'à sa mort.
Wahl est décédé à Washington, D.C., le 30 décembre 1928. Il est enterré au cimetière national d'Arlington, section W, site 1628.
Wahl se marie deux fois. Sa première femme est Emma Joubert (1871-1923) de la Nouvelle-Orléans, avec qui il eut deux enfants, Gretchen Marie et George Douglas. Avec sa seconde épouse, Fenella Hero Castanado (1891-1976), il a une fille nommée Barbara et une belle-fille nommée Fenella.
Son fils, George Douglas Wahl, est un officier de carrière de l'armée qui atteint le grade de brigadier-général (général de brigade).

## Source
- (en) Cet article est partiellement ou en totalité issu de l’article de Wikipédia en anglais intitulé « Lutz Wahl » (voir la liste des auteurs).